# Dungeons & Dragons Online
Dungeons & Dragons Online è un MMORPG di ambientazione fantasy sviluppato da Turbine e pubblicato da Atari e Codemasters il 28 febbraio 2006, con il nome originale di Dungeons & Dragons Online: Stormreach, in seguito modificato in Dungeons & Dragons Online: Eberron Unlimited.
È un adattamento online del gioco di ruolo cartaceo Dungeons & Dragons, ed è basato su una versione digitale ridotta dell'edizione 3.5 del regolamento.

## Ambientazione
Dungeons & Dragons Online è ambientato nel continente di Xen'drik, nel mondo di Eberron, in cui coesistono elementi classici fantasy e magico-tecnologici.
Il fulcro dell'azione è la città di Stormreach, che dava il nome al titolo nella sua versione originale, situata sulla costa est della penisola di Skyfall, dove i giocatori ricevono missioni da completare nel resto del continente. La città è divisa in aree ben distinte:
- Il Porto
- Il Mercato
- House Kundarak: controllata dai nani, è la banca di Stormreach
- House Jorasco: controllata dagli halfling, è la casa di cura di Stormreach
- House Denieth: controllata dagli umani, è la caserma di Stormreach
- House Pharlan: controllata dagli elfi, è conosciuta anche come la casa dello spionaggio
- I Dodici: è l'istituto arcano della città

## Trama
La prima parte della storia si svolge sull'isola di Korthos, dove il protagonista naufraga all'inizio dell'avventura (modifica introdotta con un aggiornamento di ottobre 2008). Qui deve aiutare un gruppo di cittadini (Jeets, Cellimas e Talbron) a rovesciare il potere detenuto sull'isola dai Sahuagin, una sorta di uomini pesce mutanti.
Dopo aver completato la prima missione si viene inviati a Stormreach, dove si svolge il resto dell'avventura, in cui il personaggio, assieme ad altri giocatori riceverà delle missioni, spesso al fine di salvare la città stessa da forze oscure.

## Personaggi
All'inizio del gioco ogni giocatore deve creare il proprio personaggio tra quelli elencati nel regolamento di Dungeons & Dragons, scegliendone la razza, la classe e l'allineamento.

### Razze
Le razze disponibili gratuitamente nel gioco sono:
- Umani
- Elfi
- Nani
- Halfling

Si possono inoltre ottenere la razza dei Drow, dei mezzelfi e dei mezzorchi, tramite un account VIP a pagamento o dopo l'acquisto nel negozio online.
Non sono disponibili né gli gnomi né le razze create per il mondo di Eberron, quali kalashtar, shifter e changeling, previsti inizialmente dagli sviluppatori ma mai implementati.

### Classi
Le classi dei personaggi sono:
- Guerriero
- Paladino
- Barbaro
- Ranger
- Chierico
- Mago
- Stregone
- Bardo
- Ladro

È inoltre possibile scegliere il monaco, ma solo per utenti con account VIP o dopo averlo acquistato online.
Il druido, presente nei piani iniziali degli sviluppatori e previsto con un aggiornamento del gioco, non è ancora stato reso disponibile. Con l'uscita dell'espansione Minaccia dal sottosuolo è prevista l'implementazione della classe del druido.
La scelta della classe non è permanente. Nel corso del gioco si potranno effettuare cambiamenti da una classe all'altra fino ad un massimo di 3, senza alcuna penalità di esperienza per il giocatore (come invece avviene nella versione cartacea).

### Allineamento
L'allineamento caratteriale del personaggio è limitato a buono e neutrale. Non si possono creare personaggi malvagi, sebbene questa opzione fosse prevista inizialmente e presente nel gioco di ruolo originale.

## Modalità di gioco

### Controlli
In Dungeons & Dragons Online, il giocatore può controllare il suo personaggio tramite mouse e tastiera (il mouse per spostare la visuale, la tastiera per muovere il personaggio) o tramite un joypad. Tutti i comandi possono essere modificati a piacimento dall'utente.
La visuale è in terza persona, ossia mostra il personaggio di spalle, ma può essere temporaneamente modificata tramite il movimento del mouse. È possibile inoltre aumentare o diminuire lo zoom sul personaggio a piacere, fino a spostare la visuale in prima persona.

### Meccaniche di gioco
Il gioco si basa su un sistema missioni-esperienza: il giocatore, da solo o insieme ad altri giocatori fino ad un massimo di 6 per squadra, deve completare una serie di missioni, che vengono assegnate dai vari personaggi non giocanti, e che una volta completate ricompensano il personaggio con oggetti di varia natura (oro, armi, armature...) e con un determinato numero di punti esperienza. Una volta raggiunto il numero di punti esperienza stabilito, il personaggio è in grado di salire di livello. Ad ogni livello si possono acquisire nuovi talenti ed abilità da utilizzare nel gioco, e vengono sbloccate nuove missioni da poter intraprendere.
Il sistema di gioco e di combattimento è basato su D&D 3.5, ma prevede alcune modifiche alla struttura di base, implementate, a detta degli sviluppatori, dove necessario per renedre migliore l'esperienza di gioco pur restando fedeli allo spirito di D&D.
Di seguito sono riportate alcune delle modifiche apportate dagli sviluppatori al regolamento originale.

#### Combattimenti
- I combattimenti non sono gestiti a turni come nella versione cartacea, ma in tempo reale tramite i movimenti dell'utente, che dovrà premere un tasto per attaccare e uno per difendersi con le giuste tempistiche. Il calcolo dei danni rimane comunque invariato rispetto all'originale.
- Non è possibile disarmare gli avversari, benché le armi vengano automaticamente tolte dall'equipaggiamento una volta subito un danno pari alla loro resistenza.
- Le magie sono lanciate attraverso un sistema di puntamento attivato tramite il movimento del mouse.

#### Avventura
- Sono state introdotte delle zone di riposo sul terreno di gioco per permettere agli utenti di recuperare le energie durante le missioni o l'esplorazione del territorio.
- Il numero di nemici è stato incrementato, mentre l'esperienza guadagnata per nemico diminuita, alzando così il numero di nemici necessario per avanzare di livello.
- La penalità per la morte del personaggio è stata ridotta notevolmente dalla versione cartacea, e prevede la perdita di alcuni punti esperienza del personaggio, oltre a delle penalità che vengono attivate dopo la resurrezione, come la temporanea retrocessione di livello e la necessità di riparare armi e armature danneggiate.

#### Personaggi
- Il livello massimo attuale dei personaggi è 34, ma esiste la possibilità che venga aumentato con un aggiornamento.
- Gli stregoni e i bardi possono cambiare le magie a loro disposizione interagendo con appositi personaggi.
- I maghi non hanno specializzazioni.
- I chierici non hanno una divinità specifica.
- Non sussistono penalità in punti esperienza per i personaggi multiclasse.
- Le classi di prestigio non esistono, se non sotto forma di potenziamenti, attivabili ai livelli 6, 12 e 18.
- Gli halfling non hanno restrizioni sulla velocità di andatura e sulla grandezza delle armi.

Questa lista, come già spiegato, individua solo alcune delle modifiche apportate al regolamento del gioco. Per una lista completa si consiglia di consultare quella presente in DDO wiki.

## Aggiornamenti
Nel corso degli anni Turbine ha prodotto alcuni aggiornamenti per il gioco, alcuni più importanti, chiamati come nel gioco cartaceo originale moduli, e alcuni minori, dei normali aggiornamenti, che introducono nuovi contenuti alla struttura di base, ed in alcuni casi apportano delle migliorie.

### Modulo 1: Dragon's Vault
Il 5 aprile 2006, Turbine pubblicò il suo primo modulo. Erano inclusi un nuovo dungeon, correzioni al sistema di combattimento e alcuni cambiamenti dell'interfaccia. Update 1.1: The Harbor, incluse cambiamenti alle missioni di basso livello che si svolgono nel porto. Update 1.2: Solo Enhancements, portò alcuni cambiamenti all'area del porto e aggiunse alcune missioni che dovevano essere svolte in solitaria.

### Modulo 2: Twilight Forge
Distribuito il 12 luglio 2006, vennero aggiunti una nuova razza giocabile, il drow, così come nuovi potenziamenti, nuove magie, un sistema di patroni, la possibilità di inviare mail in gioco e una nuova area: Restless Isles. Update 2.1: Litany of the Dead Part 1: The Necropolis, introdusse una nuova serie di missioni. Questo update porta cinque nuove missioni, le quali culminano con l'incontro di un vampiro molto potente.
Update 2.2: Stormreach Under Siege! introdusse le prime quest di livello superiore al dieci oltre al raid "The Twilight Forge"

### Modulo 3: Demon Sands
Questo modulo fu distribuito il 25 ottobre 2006. Venne aggiunto il concetto di area esplorabile, elementi di PvP (Player vs Player) nelle forme di "Rissa in taverna" e alcune modalità basate su certi obiettivi quali: Cattura la bandiera, Deathmatch interno ed esterno, venne aggiunto inoltre un sistema di asta per la vendita di oggetti. In questo modulo il cap per il livello massimo venne innalzato a livello 12.
Update 3.1: Evil Resurgent portò in gioco dei cambiamenti al pannello "social", alcune correzioni di bug e sei nuove quest di alto livello.
Update 3.2: Litany of the Dead Part 2 pubblicò nuovi mostri assieme ad altre 5 missioni adatte per gruppi di livello 8-9. È il proseguimento di Necropolis Part 1 distribuita nel modulo precedente.
Update 3.3: Academy Training aggiunse il sistema degli "Action Points"
Per celebrare il primo anno di vita del gioco, dal 28 febbraio al 4 marzo 2007 tutti gli scrigni avevano +1 al loro livello e l'esperienza era aumentata del 50%.
- Modulo 4: Reaver's Bane
- Modulo 5: The Accursed Ascension
- Modulo 6: The Thirtheenth Eclipse
- Modulo 7: Way Of The Monk
- Modulo 8: Prisoners Of Prophecy

In seguito alla distribuzione di Dungeons & Dragons Online: Eberron Unlimited, la versione gratuita del gioco, scaricabile tramite internet, non sono più stati distribuiti moduli, ma dei normali aggiornamenti in totale 10, che introducono per la maggior parte nuove missioni per i giocatori:
- Aggiornamento 1: The path of inspiration
- Aggiornamento 2: The dreaming dark
- Aggiornamento 3
- Aggiornamento 4
- Aggiornamento 5
- Aggiornamento 6: Into the Deep
- Aggiornamento 7: Half Bloods
- Aggiornamento 8: Attack on Stormreach
- Aggiornamento 9: Harbringer of Madness
- Aggiornamento 10: Reign of Madness

## Premi
Dungeons & Dragons Online, dal 2006 ad oggi ha vinto una serie di premi del mondo dei videogiochi tra cui:
- "Miglior MMORPG non a pagamento" nella classifica dei migliori RPG dell'anno 2009 per rpgland.com[1];
- "Miglior MMORPG non a pagamento" del 2009 per mmorpg.com[2];
- "Miglior gioco gratuito" del 2009 per tentonhammer.com[3];
- "Gioco più atteso" del 2005 per i lettori di mmorpg.com[4];
- "Miglior gioco con mondo persistente" del 2006 per ign.com[5];